# プリモ〜わたしと12人のイトコ
『プリモ〜わたしと12人のイトコ』（原語: Primos）は、アメリカ合衆国のテレビアニメ。ディズニー・チャンネルにて、アメリカ合衆国では2024年7月25日、日本では2025年1月25日に放送開始。

## 概要
テイター・ラミレス・ハンフリーは、メキシコ人の両親を持つアメリカ人の女の子。ハリウッドの郊外に住んでおり、夏休みには12人のプリモ（いとこ）たちと部屋を分け暮らす。
なお本作は放送前から評判が悪く、メキシコ人やラテンアメリカの人々による人種差別批判が多発している。自国の文化を攻撃的に表現しているということが批判の理由とされている。第1話が放送された時点で、ラウド・ハウスやザ・カサグランデスに酷似しているという指摘もある。シリーズの放送開始前から、大規模な打ち切りデモが進められている。

## 登場人物
テイター・ラミレス・ハンフリー
声 - ミルナ・ベラスコ、吹 - 白石涼子
自分らしさを見つけるために全力を尽くす少女。家族たちと違ってスペイン語を殆ど話せず、フレンチカフェをグランドオープンさせるきっかけとしてフランス語を流暢に学んでいる。
ネリー・ラミレス・ハンフリー
声 - メリッサ・ビシャセニョール、吹 - 吉田麻実
テイターの妹。皮肉屋で怠け者。
ビビ・ラミレス・ハンフリー
声 - ミシェル・オルティス、吹 - 浅井晴美
明るい性格をしたお母さん。楽しいことがすきで、芸術家や彫刻家の達人でもある。
バド・ハンフリー
声 - ジム・コンロイ、吹 - 矢野智也
テイターの夢には否定的なお父さん。便利屋の達人。
ルシータ・ペレス
声 - サラ・タバート、吹 - 金田アキ
テイターの最年少のいとこ。人工内耳を装着している。
マルゲリータ・ブエラ＝ラミレス
声 - アンジェリカ・マリア、吹 -
テイターのおばあちゃん。料理の達人ではあるが、スペイン語を習っていない人がいると腹が立つことがある。
Vision Tiger
声 - ジム・コンロイ、吹 -
言葉を話せるトラ。テイターのやりたいことを手伝ってくれる想像の中の友達。
トニータ
声 - ?、吹 - 中島愛

## エピソード
邦題および原題では「の夏（Summer of）」と表記。
| #  | サブタイトル                           | 原題                                                 | 初回放送日     | 初回放送日     |
| -- | -------------------------------------- | ---------------------------------------------------- | -------------- | -------------- |
| 1  | テイターの夏プリモの夏                 | Summer of TaterSummer of Primos                      | 2024年 7月25日 | 2025年 1月25日 |
| 2  | おもてなしの夏お人形の夏               | Summer of QuehaceresSummer of La Muñeca              | 2024年 7月25日 | 2025年 1月25日 |
| 3  | U10の夏読書の夏                        | Summer of Los DiezSummer of Lit-Tater-atura          | 7月26日        | 2月21日        |
| 4  | 工具と子供の夏自然の中の夏             | Summer of HerramientasSummer of La Naturaleza        | 7月26日        | 2月28日        |
| 5  | パムの夏仕事がいっぱいの夏             | Summer of PamSummer of La Trabajadora                | 7月26日        | 3月7日         |
| 6  | かくれがの夏ニワトリ兄弟の夏           | Summer of La MadrigueraSummer of Los Pollos Hermanos | 7月26日        | 3月14日        |
| 7  | エル・パティンの夏うわさ話の夏         | Summer of El PatínSummer of Chisme                   | 7月26日        | 3月25日        |
| 8  | 外国語の夏ブッキータの夏               | Summer of No SaboSummer of Bookita                   | 7月26日        | 4月1日         |
| 9  | 13人目のプリモの夏プレゼントの夏       | Summer of the 13th PrimoSummer of Cuadros            | 7月26日        | 4月11日        |
| 10 | テイター・ルナの夏なぞのモンスターの夏 | Summer of Tater LunaSummer of El Chu-PAW-Cabra       | 8月17日        | 4月18日        |
| 11 | 赤ちゃんレースの夏宇宙人の夏           | Summer of the Baby RacesSummer of La Extraterrestre  | 8月24日        | 4月25日        |
| 12 | かがやく未来の夏リアルバトルゲームの夏 | Summer of El FuturoSummer of Super No Entiendo 64    | 8月24日        | 5月2日         |
| 13 | 考古学者の夏おとまり会の夏             | Summer of La ExcavaciónSummer of La Pijamada         | 8月31日        | 5月5日         |
| 14 | テイター2.0の夏イグナシオの夏          | Summer of Imi-TaterSummer of Ignacio                 | 8月31日        | 5月5日         |
| 15 |                                        | Summer of El CringeSummer of Taternomics             | 9月7日         | TBA            |
| 16 |                                        | Summer of La HamacaSummer of The Santa Anas          | 9月11日        | TBA            |
| 17 |                                        | Summer of SegundoSummer of Breaking Bud              | 9月11日        | TBA            |
| 18 |                                        | Summer of GwenshipSummer of Heart Eyes               | 9月11日        | TBA            |
| 19 |                                        | Summer of Hacienda ChillsSummer of Los Bots          | 10月5日        | TBA            |
| 20 |                                        | Summer of the MixtapeSummer of Je Ne Sais Quoi       | 2025年 3月2日  | TBA            |
| 21 |                                        | Summer of Local GirlSummer of Cumple                 | 3月5日         | TBA            |
| 22 |                                        | Summer of La CulturaSummer of Santa Tabi             | 3月5日         | TBA            |
| 23 |                                        | Summer of Calabazas y TostonesSummer of El Demo      | 3月5日         | TBA            |
| 24 |                                        | Summer of Los LimonesSummer of La Iguana             | 3月5日         | TBA            |
| 25 |                                        | Summer of Primo-lympicsSummer of Las Tóxicas         | 3月5日         | TBA            |
| 26 |                                        | Summer of El FanficSummer of Las Muralistas          | 3月5日         | TBA            |
| 27 |                                        | Summer of Booyah Buh BisabuelaSummer of Silencio     | 3月5日         | TBA            |
| 28 |                                        | Summer of Sueños                                     | 3月5日         | TBA            |